# Arnd Küppers
Arnd Küppers (* 1973 in Rheydt) ist ein deutscher römisch-katholischer Theologe und Sozialethiker.

## Leben
Arnd Küppers studierte Theologie und Philosophie, Schwerpunkt Sozialethik, und Rechtswissenschaften, Schwerpunkt Arbeitsrecht, in Bielefeld, Bonn und Freiburg im Breisgau. Nach seinem Abschluss in Theologie (Dr. theol.) 2001 in Bonn war er Wissenschaftlicher Mitarbeiter bei Ursula Nothelle-Wildfeuer am Lehrstuhl für Christliche Gesellschaftslehre an der Katholisch-Theologischen Fakultät der Universität Bonn. 2003 folgte er Nothelle-Wildfeuer als Wissenschaftlicher Mitarbeiter an den Lehrstuhl für Christliche Gesellschaftslehre an der Theologischen Fakultät der Universität Freiburg. 2007 wurde er im Fach Christliche Sozialethik zum Dr. theol. an der Theologischen Fakultät der Universität Freiburg i.Br. mit dem Prädikat „Summa cum laude“ promoviert. von 2010 bis 2024 war er Wissenschaftlicher Referent der Katholischen Sozialwissenschaftlichen Zentralstelle in Mönchengladbach und ebenda Stellvertretender Direktor von Peter Schallenberg. Seit 2024 leitet er die Stabsabteilung im Bistum Aachen.
Küppers ist engagierter Sozialethiker und seit 2019 Geschäftsführer des Wissenschaftlichen Beirats von Ordo socialis sowie seit 2024 Vorstandsvorsitzender. Er ist zudem Mitglied im Christlich-Sozialwissenschaftlichen Arbeitskreis des Erzbischofs von Paderborn und beratendes Mitglied des Diözesancaritasrates und Mitglied des diözesanen Ethikkomitees des Caritasverbandes für das Bistum Aachen. Papst Franziskus berief ihn 2020 zum Mitglied des Dikasteriums für den Dienst zugunsten der ganzheitlichen Entwicklung des Menschen.
Für seine Dissertation „Gerechtigkeit in der modernen Arbeitsgesellschaft und Tarifautonomie“ erhielt er 2007 den Bernhard-Welte-Preis der Theologischen Fakultät Freiburg.
Arnd Küppers ist verheiratet und Vater von zwei Kindern.

## Schriften (Auswahl)
Monographien
- Gerechtigkeit in der modernen Arbeitsgesellschaft und Tarifautonomie. Verlag Ferdinand Schöningh, Paderborn 2008, ISBN 3-506-76507-8.
- Für Freiheit und Gerechtigkeit. Zum 200. Geburtstag des Arbeiterbischofs Wilhelm Emmanuel von Ketteler. Köln 2011, ISBN 978-3-7616-2507-1.
- Die Ordnungspolitik der katholischen Soziallehre. J.P. Bachem Verlag, Köln 2017, ISBN 978-3-7616-3139-3.
- Christlicher Humanismus. Zum fünfzigsten Todesjahr von Jacques Maritain. Mönchengladbach 2023.
- mit Nils Goldschmidt: Ökonomie der Versöhnung. Verlag Herder, Freiburg 2026, ISBN 978-3-451-39581-9.

Herausgeberschaften
- mit Markus Vogt, Rolf Husmann, Lars Schäfers and Ihor Vehesh: Proactive tolerance: the key to peace. Nomos Verlagsgesellschaft, Baden-Baden 2021, ISBN 978-3-8487-6497-6.
- mit Ursula Nothelle-Wildfeuer und Lukas Schmitt: Unter Geschwistern?: Die Sozialenzyklika "Fratelli tutti": Perspektiven - Konsequenzen – Kontroversen. Verlag Herder, 2021, ISBN 978-3-451-83997-9.

Artikel
- Christlich statt liberal? in:  Die Politische Meinung, 31. Oktober 2019.[5]